# Гао
 Тази статия е за града в Мали.  За историческата държава вижте Гао (държава).  
Гао (на френски: Gao) е град в Мали.

## География
Град Гао е разположен около река Нигер. Той е главен административен център на едноименната област (регион) Гао. На югоизток от Гао на около 150 km също на река Нигер е разположен град Ансонго, а на запад на около 450 km по течението на река Нигер е разположен град Тимбукту. На север на около 800 km е разположен град Тесалит. Население 86 633 жители по данни от преброяването през 2009 г.

## История
Град Гао е основан през 7 век под името Каукау.